# Ernst Kozlicek
Ernst Kozlicek (Viena, 27 de janeiro de 1931) é um ex-futebolista austríaco que atuava como meia.

## Carreira
Ernst Kozlicek fez parte do elenco da Seleção Austríaca na Copa do Mundo de 1958.